# Gnathia mutsuensis
Gnathia mutsuensis är en kräftdjursart som beskrevs av Nunomura 2004. Gnathia mutsuensis ingår i släktet Gnathia och familjen Gnathiidae. Inga underarter finns listade i Catalogue of Life.